# Spandex
Spandex, lycra, hay elastane là chất liệu vải sợi tổng hợp được biết tới qua tính đàn hồi. Nó là một chất đồng trùng hợp polyether - polyurea được phát minh vào năm 1958 bởi nhà hóa học Joseph Shivers tại DuPont.
Spandex là từ biến thể của "expand", trong tiếng Anh có nghĩa là "giãn nở". Spandex là từ phổ thông ở Bắc Mỹ. Ở châu Âu thường dùng từ elastane lấy trực tiếp từ tính từ "elastic" có nghĩa là "đàn hồi", có thể kể tới élasthanne (Pháp), elastan (Đức), elastano (Tây Ban Nha), elastam (Ý) và elasthaan (Hà Lan), còn ở nhiều nơi như Anh, Ireland, Bồ Đào Nha, Brazil, Argentina, Úc, New Zealand và Israel, họ sử dụng từ lycra.